# 2001年國家領導人列表
下表列出2001年各国的国家元首、政府首脑和最高领导人，包括作为社会主义国家中党和国家最高领导人的执政党领袖。

## 非洲
- 馬達加斯加
  - 總統：迪迪埃·拉奇拉卡（1997年－2002年）

## 亞洲
- 阿富汗伊斯兰共和国
  - 總統:
    1. 布尔汉努丁·拉巴尼
    2. 哈米德·卡尔扎伊
- 阿富汗伊斯蘭國
  - 總統:布尔汉努丁·拉巴尼
- 阿富汗伊斯蘭酋長國
  - 埃米爾:穆罕默德·奥马尔
- 中華人民共和國
  - 中共中央總書記：江澤民（1989年－2002年）
  - 國家主席：江澤民（1993年－2003年）
  - 國務院總理：朱鎔基（1998年－2003年）
  - 中共中央军委主席：江泽民（1989年－2004年）
- 中華民國
  - 總統：陳水扁（2000年－2008年）
  - 行政院長：張俊雄（2000年－2002年）
- 日本
  - 天皇：明仁天皇（1989年－）
  - 內閣總理大臣：
    1. 森喜朗（2000年－2001年）
    2. 小泉纯一郎（2001年－2006年）

- 马来西亚
  - 最高元首：

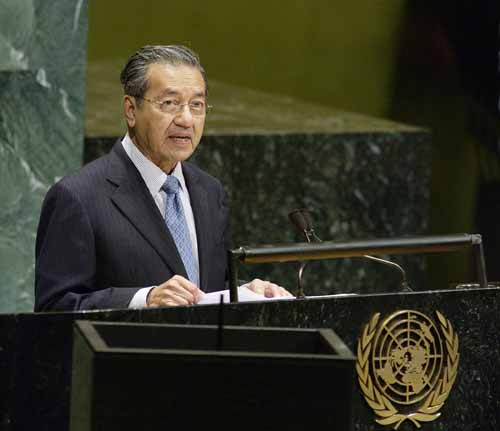
马哈迪·莫哈末

    1. 苏丹沙拉胡丁·阿都·阿兹·沙（1999年－2001年）
    2. 端姑赛·西拉祖丁（2001年－2006年）

  - 首相：马哈迪·莫哈末（1981年－2003年）
- 孟加拉国
  - 總理
    1. 谢赫·哈西娜（1996年－2001年）
    2. 卡莉达·齐亚（2001年－2006年）
- 新加坡
  - 总统：塞拉潘·纳丹（1999年－）
  - 总理：吴作栋（1990年－2004年）